# Condado de Zgorzelec
Condado de Zgorzelec (polaco: powiat zgorzelecki) é um powiat (condado) da Polónia, na voivodia da Baixa Silésia. A sede do condado é a cidade de Zgorzelec. Estende-se por uma área de 838,11 km², com 94 981 habitantes, segundo o censo de 2005, com uma densidade de 113,33 hab/km².

## Divisões admistrativas
O condado possui:
Comunas urbanas: Zawidów, Zgorzelec
Comunas urbana-rurais: Bogatynia, Pieńsk, Węgliniec
Comunas rurais: Sulików, Zgorzelec
Cidades: Zawidów, Zgorzelec, Bogatynia, Pieńsk, Węgliniec

## Demografia
População (dados de 30 de Junho de 2005):
|          | Total   | Total | Mulheres | Mulheres | Homens  | Homens |
| -------- | ------- | ----- | -------- | -------- | ------- | ------ |
|          | pessoas | %     | pessoas  | %        | pessoas | %      |
| Total    | 94 981  | 100   | 48 784   | 51,4     | 46 197  | 48,6   |
| Cidades  | 65 736  | 100   | 34 186   | 52       | 31 550  | 48     |
| Povoados | 29 245  | 100   | 14 598   | 49,9     | 14 647  | 50,1   |